# Danh sách đĩa đơn quán quân Hot 100 năm 1999 (Mỹ)
Billboard Hot 100 là bảng xếp hạng đĩa đơn uy tín nhất của Hoa Kỳ. Được phát hành bởi tạp chí Billboard, các số liệu cho việc xếp hạng được Nielsen SoundScan tổng hợp chung dựa trên doanh số đĩa thường, nhạc số và tần suất phát trên sóng phát thanh.

## Bảng xếp hạng
| Ngày phát hành | Bài hát                 | Nghệ sĩ                                         |
| -------------- | ----------------------- | ----------------------------------------------- |
| 2 tháng 1      | "I'm Your Angel"        | R. Kelly và Celine Dion                         |
| 9 tháng 1      | "I'm Your Angel"        | R. Kelly và Celine Dion                         |
| 16 tháng 1     | "Have You Ever?"        | Brandy                                          |
| 23 tháng 1     | "Have You Ever?"        | Brandy                                          |
| 30 tháng 1     | "...Baby One More Time" | Britney Spears                                  |
| 6 tháng 2      | "...Baby One More Time" | Britney Spears                                  |
| 13 tháng 2     | "Angel of Mine"         | Monica                                          |
| 20 tháng 2     | "Angel of Mine"         | Monica                                          |
| 27 tháng 2     | "Angel of Mine"         | Monica                                          |
| 6 tháng 3      | "Angel of Mine"         | Monica                                          |
| 13 tháng 3     | "Believe"               | Cher                                            |
| 20 tháng 3     | "Believe"               | Cher                                            |
| 27 tháng 3     | "Believe"               | Cher                                            |
| 3 tháng 4      | "Believe"               | Cher                                            |
| 10 tháng 4     | "No Scrubs"             | TLC                                             |
| 17 tháng 4     | "No Scrubs"             | TLC                                             |
| 24 tháng 4     | "No Scrubs"             | TLC                                             |
| 1 tháng 5      | "No Scrubs"             | TLC                                             |
| 8 tháng 5      | "Livin' la Vida Loca"   | Ricky Martin                                    |
| 15 tháng 5     | "Livin' la Vida Loca"   | Ricky Martin                                    |
| 22 tháng 5     | "Livin' la Vida Loca"   | Ricky Martin                                    |
| 29 tháng 5     | "Livin' la Vida Loca"   | Ricky Martin                                    |
| 5 tháng 6      | "Livin' la Vida Loca"   | Ricky Martin                                    |
| 12 tháng 6     | "If You Had My Love"    | Jennifer Lopez                                  |
| 19 tháng 6     | "If You Had My Love"    | Jennifer Lopez                                  |
| 26 tháng 6     | "If You Had My Love"    | Jennifer Lopez                                  |
| 3 tháng 7      | "If You Had My Love"    | Jennifer Lopez                                  |
| 10 tháng 7     | "If You Had My Love"    | Jennifer Lopez                                  |
| 17 tháng 7     | "Bills, Bills, Bills"   | Destiny's Child                                 |
| 24 tháng 7     | "Wild Wild West"        | Will Smith hợp tác với Dru Hill và Kool Moe Dee |
| 31 tháng 7     | "Genie in a Bottle"     | Christina Aguilera                              |
| 7 tháng 8      | "Genie in a Bottle"     | Christina Aguilera                              |
| 14 tháng 8     | "Genie in a Bottle"     | Christina Aguilera                              |
| 21 tháng 8     | "Genie in a Bottle"     | Christina Aguilera                              |
| 28 tháng 8     | "Genie in a Bottle"     | Christina Aguilera                              |
| 4 tháng 9      | "Bailamos"              | Enrique Iglesias                                |
| 11 tháng 9     | "Bailamos"              | Enrique Iglesias                                |
| 18 tháng 9     | "Unpretty"              | TLC                                             |
| 25 tháng 9     | "Unpretty"              | TLC                                             |
| 2 tháng 10     | "Unpretty"              | TLC                                             |
| 9 tháng 10     | "Heartbreaker"          | Mariah Carey hợp tác với Jay-Z                  |
| 16 tháng 10    | "Heartbreaker"          | Mariah Carey hợp tác với Jay-Z                  |
| 23 tháng 10    | "Smooth"                | Santana hợp tác với Rob Thomas                  |
| 30 tháng 10    | "Smooth"                | Santana hợp tác với Rob Thomas                  |
| 6 tháng 11     | "Smooth"                | Santana hợp tác với Rob Thomas                  |
| 13 tháng 11    | "Smooth"                | Santana hợp tác với Rob Thomas                  |
| 20 tháng 11    | "Smooth"                | Santana hợp tác với Rob Thomas                  |
| 27 tháng 11    | "Smooth"                | Santana hợp tác với Rob Thomas                  |
| 4 tháng 12     | "Smooth"                | Santana hợp tác với Rob Thomas                  |
| 11 tháng 12    | "Smooth"                | Santana hợp tác với Rob Thomas                  |
| 18 tháng 12    | "Smooth"                | Santana hợp tác với Rob Thomas                  |
| 25 tháng 12    | "Smooth"                | Santana hợp tác với Rob Thomas                  |